# Старий Валішув
Старий Валішув (пол. Stary Waliszów) — село в Польщі, у гміні Бистшиця-Клодзька Клодзького повіту Нижньосілезького воєводства.
Населення — 626 осіб (2011).
У 1975-1998 роках село належало до Валбжиського воєводства.

## Демографія
Демографічна структура станом на 31 березня 2011 року:
|          | Загалом | Допрацездатний вік | Працездатний вік | Постпрацездатний вік |
| -------- | ------- | ------------------ | ---------------- | -------------------- |
| Чоловіки | 306     | 43                 | 217              | 46                   |
| Жінки    | 320     | 61                 | 186              | 73                   |
| Разом    | 626     | 104                | 403              | 119                  |